# Nombela
Nombela é um município da Espanha na província de Toledo, comunidade autónoma de Castilla-La Mancha, de área 122 km² com população de 981 habitantes (2006) e densidade populacional de 7,88 hab/km².

## Demografia
| Variação demográfica do município entre 1991 e 2004 | Variação demográfica do município entre 1991 e 2004 | Variação demográfica do município entre 1991 e 2004 | Variação demográfica do município entre 1991 e 2004 |
| --------------------------------------------------- | --------------------------------------------------- | --------------------------------------------------- | --------------------------------------------------- |
| 1991                                                | 1996                                                | 2001                                                | 2004                                                |
| 907                                                 | 951                                                 | 917                                                 | 958                                                 |